# Wagenfeld
Wagenfeld è un comune di 6.893 abitanti della Bassa Sassonia, in Germania.
Appartiene al circondario (Landkreis) di Diepholz (targa DH).

## Geografia antropica

### Suddivisioni amministrative
Oltre al capoluogo (Wagenfeld), il territorio comunale comprende le frazioni (Ortsteil) di Bockel, Förlingen, Haßlingen, Neustadt e Ströhen.